# Lípa u Gigantu
Lípa u Gigantu byl památný strom u vsi Záluží nedaleko Přehýšova. Mohutná lípa velkolistá (Tilia platyphyllos) rostla na okraji louky před čp. 35 u hospodářského dvora Gigant v nadmořské výšce 330 m. Polovina stromu byla odlomena včetně kmenu a dutina po odpadlé části kmene byla vyplněna adventivními kořeny. 12 m široká koruna byla nasazena velmi vysoko na jižní stranu a byla vykloněná. Obvod kmene přibližně třistaletého stromu byl 714 cm, koruna dosahovala výšky 38 m (měření 2009). Strom byl od roku 1997 chráněn pro svůj vzrůst. V srpnu 2001 zasáhl lípu blesk a kmen s kosterními větvemi vyhořel. V následujícím roce proběhlo celkové ošetření.
V roce 2011 byla zcela odstraněna koruna lípy a ze stromu byl ponechán pouze pahýl kmene do výše přibližně 7 m.